# 지방도 제511호선
지방도 제511호선은 충청북도 청주시 상당구 미원면 미원삼거리와 진천군 초평면 진암사거리를 잇는 충청북도의 지방도이다.

## 연혁
- 2003년 2월 14일 : 노선 폐지 및 재지정[1]
- 2007년 1월 12일 : 청원군 북이면 대율리 ~ 내수읍 세교리 4.47km 구간 개통[2], 청원군 내수읍 학평리 ~ 세교리 구간 구 지방도 3.1km 구간 폐지[3]
- 2008년 12월 26일 : 지방도 도로구역 지정[4]
- 2009년 10월 9일 : 세교 ~ 비중간 도로(청원군 내수읍 세교리 ~ 비중리) 920m 구간 확장 개통[5]
- 2011년 5월 6일 : 청원군 북이면 영하리 ~ 내수읍 우산리 1.0km 구간 개통[6]
- 2011년 5월 20일 : 청원군 북이면 영하리 ~ 내수읍 우산리 기존 지방도 540m 구간 청원군에 이관[7]
- 2012년 1월 27일 : 청원군 내수읍 우산리 1.28km 구간 개통[8], 기존 지방도 666m 구간 청원군에 이관[9]
- 2013년 5월 31일 : 용곡 ~ 미원간 도로 확포장공사에 의해 청원군 미원면 용곡리 ~ 쌍이리 4.8km 구간 도로구역 변경[10]
- 2017년 7월 7일 : 청주시 청원구 내수읍 초정리 미원초정로 1.9km 구간을 폐지하고 초정길 구간으로 노선 변경[11]
- 2018년 12월 7일 : 용곡 ~ 미원간 도로(청주시 상당구 미원면 수산리 ~ 내산리) 2.2km 구간 개통[12]

## 주요 경유지
- 청주시
  - 상당구 미원면 미원삼거리(미원면 행정복지센터) - 내산교 - 충북에너지고등학교 - 내산리 - 기암삼거리 - 수산리 - 용곡삼거리 - 용곡리 - 용곡저수지 - 종암삼거리 - 종암리 - 대신삼거리 - 대신리 - 이티재 (해발 360m)
  - 청원구 내수읍 이티재 (해발 360m) - 우산리 - 초정리 - 초정삼거리 - 초정사거리 - 초정노인병원 - 영하1리사거리 - 영하2리사거리 - 선돌교 - 비중사거리 - 석화사거리 - 세교교 - 세교사거리 - 학평 교차로 - 내수 교차로 - 내수교 - 마산사거리 - 내수과선교 - 석화2교
  - 청원구 북이면 석화2교 - 대율삼거리 - 신대삼거리 - 신대리 - 대율리 - 용계사거리 - 용계리 - 석성리 - 석성교

- 진천군
  - 초평면 석성교 - 진암사거리

## 중복 구간
- 청주시 청원구 북이면 대율삼거리 ~ 내수읍 초정리 : 지방도 제540호선과 중복

## 도로명
- 청주시 상당구 미원면 미원삼거리 ~ 청원구 내수읍 초정리 : 미원초정로
- 청주시 청원구 내수읍 초정리 : 초정길
- 청주시 청원구 내수읍 초정리 ~ 북이면 대율삼거리 : 초정약수로
- 청주시 청원구 북이면 대율삼거리 ~ 신대삼거리 : 팔결신대로
- 청주시 청원구 북이면 신대삼거리 ~ 진천군 초평면 진암사거리 : 신대석성로